# اچ‌ام‌اس لاین (۱۷۹۴)
اچ‌ام‌اس لاین (۱۷۹۴) (به انگلیسی: HMS Lion (1794)) یک کشتی بود که طول آن ۶۷ فوت ۰ اینچ (۲۰٫۴۲ متر) بود. این کشتی در سال ۱۷۹۴ ساخته شد.